# Rádzskot
Rádzskot (gudzsaráti nyelven: રાજકોટ, angol: Rajkot) város India nyugati részén, Gudzsarát szövetségi államban, a hasonló nevű, Rádzskot körzet székhelye. A város lakossága 1,28 millió, agglomerációval együtt 1,39 millió fő volt 2011-ben.
Ipari és kereskedelmi központ. A régió földimogyoró-kereskedelmének központja, s textilipara, kézművesipara is kiemelkedő. 
Mahátma Gandhi gyermekként néhány évig itt élt a városban, ma az egykori házában múzeum működik.

## Éghajlat
| Hónap | Jan. | Feb. | Már. | Ápr. | Máj. | Jún. | Júl. | Aug. | Szep. | Okt. | Nov. | Dec. | Év   |
| --- | ---- | ---- | ---- | ---- | ---- | ---- | ---- | ---- | ----- | ---- | ---- | ---- | ---- |
| Rekord max. hőmérséklet (°C) | 36,4 | 40,0 | 43,9 | 44,4 | 47,9 | 45,8 | 40,6 | 38,8 | 42,8  | 41,9 | 38,4 | 36,4 | 47,9 |
| Átlagos max. hőmérséklet (°C) | 28,4 | 30,9 | 35,5 | 39,1 | 40,5 | 37,8 | 33,0 | 31,6 | 33,6  | 35,9 | 33,2 | 29,9 | 34,1 |
| Átlagos min. hőmérséklet (°C) | 12,8 | 15,0 | 19,2 | 22,6 | 25,4 | 26,5 | 25,4 | 24,4 | 23,8  | 22,4 | 18,4 | 14,4 | 20,9 |
| Rekord min. hőmérséklet (°C) | −0,6 | 1,1  | 6,1  | 10,0 | 16,1 | 20,0 | 19,4 | 20,1 | 16,7  | 12,2 | 7,2  | 2,8  | −0,6 |
| Átl. csapadékmennyiség (mm) | 1    | 0    | 0    | 1    | 5    | 108  | 253  | 165  | 115   | 19   | 6    | 0    | 676  |
| Forrás: India Meteorological Department Rajkot Climatological Table Period: 1981–2010. India Meteorological Department. [2015. április 14-i dátummal az eredetiből archiválva]. |      |      |      |      |      |      |      |      |       |      |      |      |      |

## Fordítás
Ez a szócikk részben vagy egészben  a   Rajkot című angol Wikipédia-szócikk fordításán alapul.  Az eredeti cikk szerkesztőit annak laptörténete sorolja fel. Ez a jelzés csupán a megfogalmazás eredetét és a szerzői jogokat jelzi, nem szolgál a cikkben szereplő információk forrásmegjelöléseként.